# 20 kilomètres marche masculin aux Jeux olympiques d'été de 1980
Navigation
Montréal 1976 Los Angeles 1984

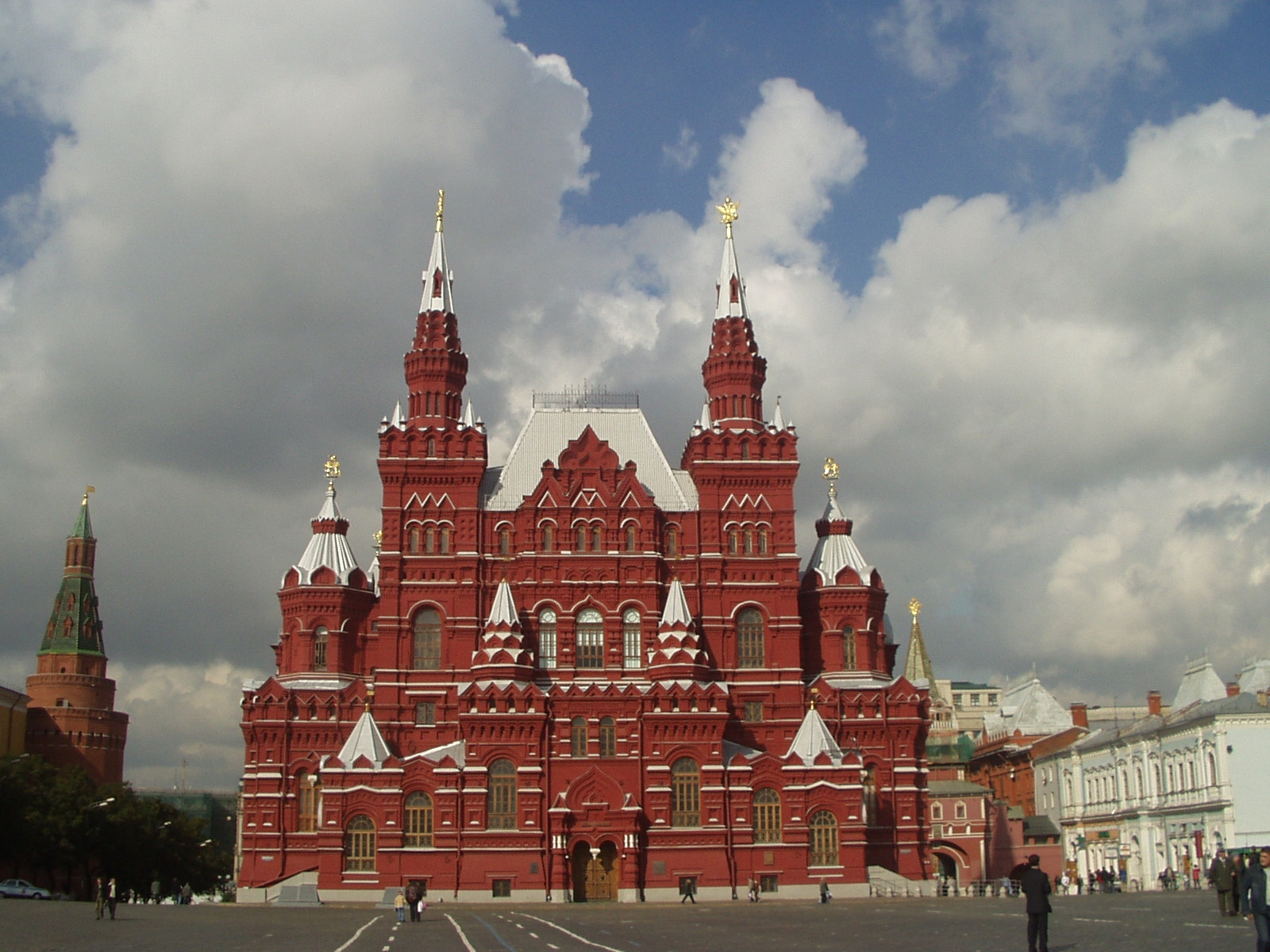

L'épreuve du 20 kilomètres marche masculin aux Jeux olympiques de 1980 s'est déroulée le 24 juillet 1980 dans les rues de Moscou, en URSS, avec une arrivée située au Stade Loujniki. Elle est remportée par l'Italien Maurizio Damilano qui établit un nouveau record olympique en 1 h 23 min 35 s 5.

## Résultats

### Finale
| Rang               | Athlète                | Pays               | Temps             |
| ------------------ | ---------------------- | ------------------ | ----------------- |
| Médaille d'or      | Maurizio Damilano      | Italie             | 1 h 23 min 35 s 5 |
| Médaille d'argent  | Pyotr Pochenchuk       | Union soviétique   | 1 h 24 min 45 s 4 |
| Médaille de bronze | Roland Wieser          | Allemagne de l'Est | 1 h 25 min 58 s 2 |
| 4                  | Yevgeniy Yevsyukov     | Union soviétique   | 1 h 26 min 28 s 3 |
| 5                  | Josep Marín            | Espagne            | 1 h 26 min 45 s 6 |
| 6                  | Raúl González          | Mexique            | 1 h 27 min 48 s 6 |
| 7                  | Bohdan Bułakowski      | Pologne            | 1 h 28 min 36 s 3 |
| 8                  | Karl-Heinz Stadtmüller | Allemagne de l'Est | 1 h 29 min 21 s 7 |
| 9                  | Reima Salonen          | Finlande           | 1 h 31 min 32 s 0 |
| 10                 | Roger Mills            | Royaume-Uni        | 1 h 32 min 37 s 8 |
| 11                 | Giorgio Damilano       | Italie             | 1 h 33 min 26 s 2 |
| 12                 | János Szálas           | Hongrie            | 1 h 34 min 10 s 5 |
| 13                 | Alf Brandt             | Suède              | 1 h 34 min 44 s 0 |
| 14                 | Pavol Blažek           | Tchécoslovaquie    | 1 h 35 min 30 s 8 |
| 15                 | Aristidis Karageorgos  | Grèce              | 1 h 36 min 53 s 4 |
| 16                 | Hunde Toure            | Éthiopie           | 1 h 37 min 16 s 6 |
| 17                 | Enrique Peña           | Colombie           | 1 h 38 min 00 s 0 |
| 18                 | Ranjit Singh           | Inde               | 1 h 38 min 27 s 2 |
| 19                 | Ernesto Alfaro         | Colombie           | 1 h 42 min 19 s 7 |
| 20                 | Jozef Pribilinec       | Tchécoslovaquie    | 1 h 42 min 52 s 4 |
| 21                 | Martin Toporek         | Autriche           | 1 h 44 min 56 s 0 |
| 22                 | Johann Siegele         | Autriche           | 1 h 45 min 17 s 8 |
| 23                 | Tekeste Mitiku         | Éthiopie           | 1 h 45 min 45 s 7 |
| 24                 | Stefano Casali         | Saint-Marin        | 1 h 49 min 21 s 3 |
| 25                 | Thipsamay Chanthaphone | Laos               | 2 h 20 min 22 s 0 |
| -                  | Lucien Faber           | Luxembourg         | DNF               |
| -                  | Wilfried Siegele       | Autriche           | DNF               |
| -                  | Anatoliy Solomin       | Union soviétique   | DQ                |
| -                  | Daniel Bautista        | Mexique            | DQ                |
| -                  | Bo Gustafsson          | Suède              | DQ                |
| -                  | David Smith            | Australie          | DQ                |
| -                  | Domingo Colín          | Mexique            | DQ                |
| -                  | Werner Heyer           | Allemagne de l'Est | DQ                |
| -                  | Juraj Benčík           | Tchécoslovaquie    | DQ                |

## Légende
Records et Performances
- AR : Record continental (area record)
- CR : Record des championnats (championship record)
- MR : Record du meeting (meet record)
- NR : Record national (national record)
- OR : Record olympique (olympic record)
- PR : Record paralympique (paralympic record)
- PB : Record personnel (personal best)
- SB : Meilleure performance personnelle de la saison (season's best)
- WL : Meilleure performance mondiale de l'année (world leader)
- WJR : Record du monde junior (world junior record)
- WR : Record du monde (world record)

Circonstances et Conditions
- DNF : N'a pas terminé (did not finish)
- DNS : N'a pas pris le départ (did not start)
- DQ : Disqualification (disqualification)
- NM : Aucun essai valable enregistré (No Mark)
- Q : Qualifié « directement » au prochain tour (ou à la prochaine compétition), lors d'une compétition majeure, grâce au classement ou à la réalisation des minima (automatic qualifier)
- q : Qualifié au prochain tour (ou à la prochaine compétition), lors d'une compétition majeure, grâce au repêchage ou à la réalisation de l'une des meilleures performances parmi celles des « non qualifiés directement » (grâce au meilleur temps ou à la meilleure distance par exemple) (secondary qualifier)